# Provinz Taza
Taza (arabisch إقليم تازة) ist eine Provinz in Marokko. Sie gehört seit der Verwaltungsreform von 2015 zur Region Fès-Meknès und liegt im Norden des Landes zwischen Fès und Oujda, südlich des Rifgebirges. Die Provinz hat 743.237 Einwohner (2004). Provinzhauptstadt ist die gleichnamige Stadt Taza.

## Größte Orte
| Gemeinde          | Einwohner (2. September 1994) | Einwohner (2. September 2004) |
| ----------------- | ----------------------------- | ----------------------------- |
| Taza              | 120.726                       | 139.686                       |
| Beni Frassen      | 30.679                        | 28.014                        |
| Ghiata al Gharbia | 24.583                        | 23.447                        |
| Bab Marzouka      | 21.131                        | 20.846                        |
| Galdamane         | 20.162                        | 21.111                        |
| Tahla             | 20.133                        | 25.655                        |
| Taddart           | 18.857                        | 20.474                        |
| Oulad Zbair       | 18.784                        | 18.933                        |
| Saka              | 18.330                        | 19.547                        |
| Houara Oulad Raho | 17.736                        | 32.866                        |
| Aït Saghrouchen   | 17.112                        | 16.362                        |
| Beni Lent         | 15.030                        | 13.678                        |

## Geschichte
Bis 2015 gehörte die Provinz Taza zur Region Taza-Al Hoceïma-Taounate.